# La honradez de la cerradura
La honradez de la cerradura és una pel·lícula de comèdia policíaca espanyola del 1950 dirigida per Luis Escobar Kirkpatrick i produïda per Pecsa Films, basada en l'obra de teatre homònima de Jacinto Benavente. Va suposar el debut com a director de cinema de Luis Escobar, qui era més conegut com a actor i que ja havia dirigit l'obra en teatre. Fou un fracàs comercial.

## Sinopsi
Ernesto i Marta són un matrimoni burgès que una nit reben la visita inesperada de la seva veïna Matilde, una anciana prestadora que els demana que li guardin una quantitat de diners important fins l'endemà, ja que té por que els robi la seva minyona. Matilde mor aquella mateixa nit i el matrimoni decideix quedar-se els diners. Un xantatgista amenaça Ernesto i l'acusa de quedar-se els diners.

## Repartiment
- Francisco Rabal... 	Ernesto
- Mayrata O'Wisiedo... 	Marta
- Ramón Elías... 	Chantajista
- Dolores Bremón... 	Doña Matilde
- Pilar Muñoz 	... 	Carmen
- María Victoria Durá... 	Rosa
- Mercedes Gisbert... 	Tony
- Concha López Silva ... 	Vecina
- Modesto Cid 	... 	Forense

## Premis
La pel·lícula va aconseguir un premi econòmic de 150.000 ptes, als premis del Sindicat Nacional de l'Espectacle de 1950.